# كلة غة (سادات محمودي)
کلة غة (بالفارسية: کله گه) هي قرية تقع في إيران في قسم سادات محمودي الريفي. يقدر عدد سكانها بـ 95 نسمة بحسب إحصاء 2016.